# WTA Challenger de Varsóvia
O WTA Challenger de Varsóvia – ou Polish Open, atualmente – é um torneio de tênis profissional feminino, de nível WTA 125.
Realizado em Varsóvia, na capital da Polônia, estreou em 2024. Os jogos são disputados em quadras duras durante o mês de julho. Substituiu Korzeki, mantendo o nome comercial.

## Finais

### Simples
| Ano  | Campeã       | Vice-campeã | Resultado     |
| ---- | ------------ | ----------- | ------------- |
| 2024 | Alycia Parks | Maya Joint  | 4–6, 6–3, 6–3 |

### Duplas
| Ano  | Campeãs                          | Vice-campeãs                | Resultado |
| ---- | -------------------------------- | --------------------------- | --------- |
| 2024 | Weronika Falkowska Martyna Kubka | Céline Naef Nina Stojanović | 6–4, 7–65 |